# Walther P22
Walther P22 — німецький самозарядний пістолет фірми «Carl Walther Sportwaffen GmbH» 22 калібру. У виробництві з 2001 року. Виробником дана модель позиціюється як спортивно-тренувальна. 
Корпус пістолета виконаний з ударотривких полімерів, ствол та кожух затвора сталеві. Обладнаний курковим ударно-спусковим механізмом подвійної дії. Запобіжні пристрої включають механічний запобіжник, автоматичний запобіжник, блокувальний механізм у разі нещільно вставленого магазина, а також замок, що замикає затворну раму, перешкоджаючи стрільбі й розбиранню. 
Модель P22 зовні нагадує більш ранню модель Walther P99, але приблизно на чверть довша. Пістолет укомплектований змінними прицілами та накладками на руків'я, які дозволяють підігнати зброю під руку стрільця. Крім основної моделі P22 Standart, також випускається в модифікації P22 Target (на американському ринку позначається як P22 — 5 "), що відрізняється формою та довжиною ствола (127 міліметрів проти 87 мм у стандартної моделі, маса без магазина 530 грамів проти 430 грамів у стандартної моделі). На основі стандартної моделі також випускають травматичний та газовий пістолети.